# Kostel svaté Kateřiny (Staré Město)
Kostel svaté Kateřiny ve Starém Městě (okres Svitavy). Původně pozdně gotický, přestavěn pozdně barokně na konci 18. století. Obdélníková jednolodní stavba s presbytářem a přistavěnou sakristií. Loď zaklenuta valenou klenbou. Věž pochází z původního kostela, postavena v roce 1563, podně goticko - renesanční. Vnitřní výzdoba je novorenesanční. Na hlavním oltáři je rokokový obraz svaté Kateřiny od J. T. Suppera z druhé poloviny 18. století. Jedná se o registrovanou památku číslo 27764/6-3329 